# 孔祥珂
孔 祥珂（こう しょうか、1848年 - 1876年）は、孔子の75代目の嫡孫。字は則君、号は覲堂。
山東省曲阜出身。父は衍聖公孔繁灝。母は畢沅の子の畢鄂珠の娘の畢景恒（孔繁灝の母方の従妹）。1863年に衍聖公を襲爵し、光禄大夫を授けられた。このとき捻軍が北方から泗水を経由して曲阜をうかがっていたが、知県とともに官兵を率いて抵抗し、援軍の到来まで持ちこたえた。
また書法家・鑑賞家・文学者としても有名であった。妻の彭氏は軍機大臣・工部尚書彭蘊章の子の彭祖芬の娘である。